# 고양이와 인간의 상호작용

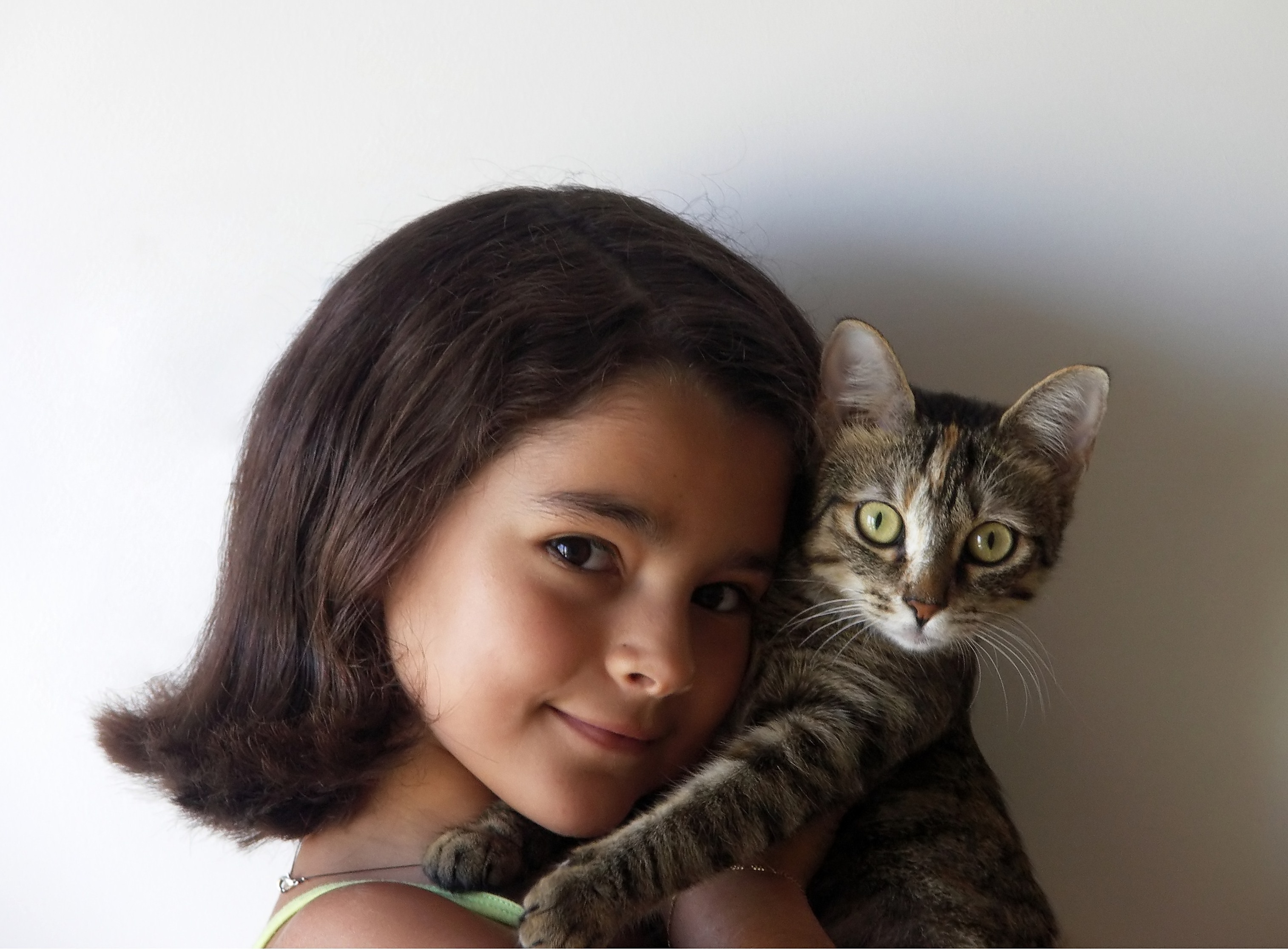
새끼 고양이와 한 소녀

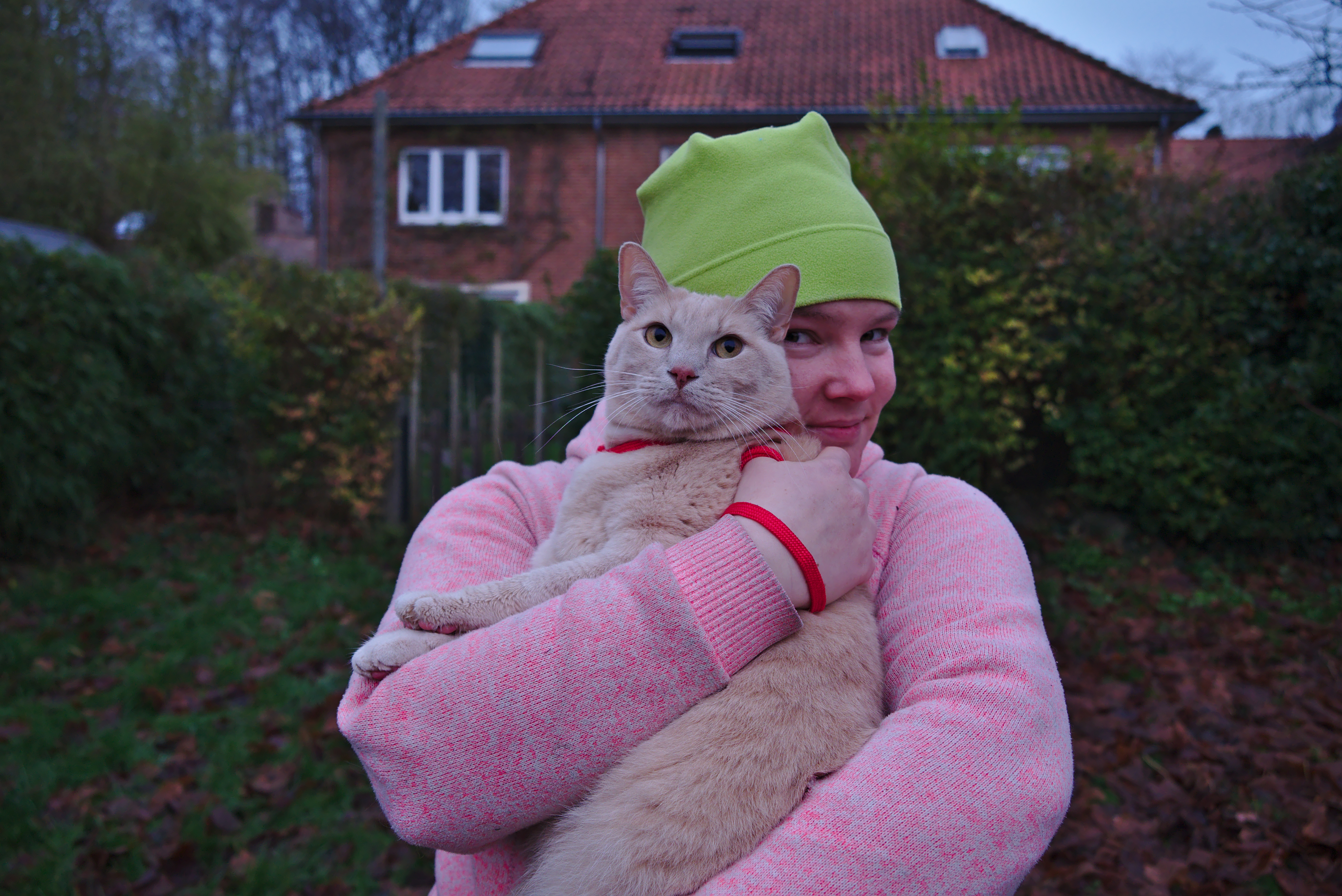
산책 중인 고양이를 다정하게 안고 있는 모습

전 세계적으로 수억 마리의 고양이가 애완동물로 길러지고 있다. 고양이는 인간과 상호주의적이거나 공생적인 관계를 가지고 있다.

## 애완동물

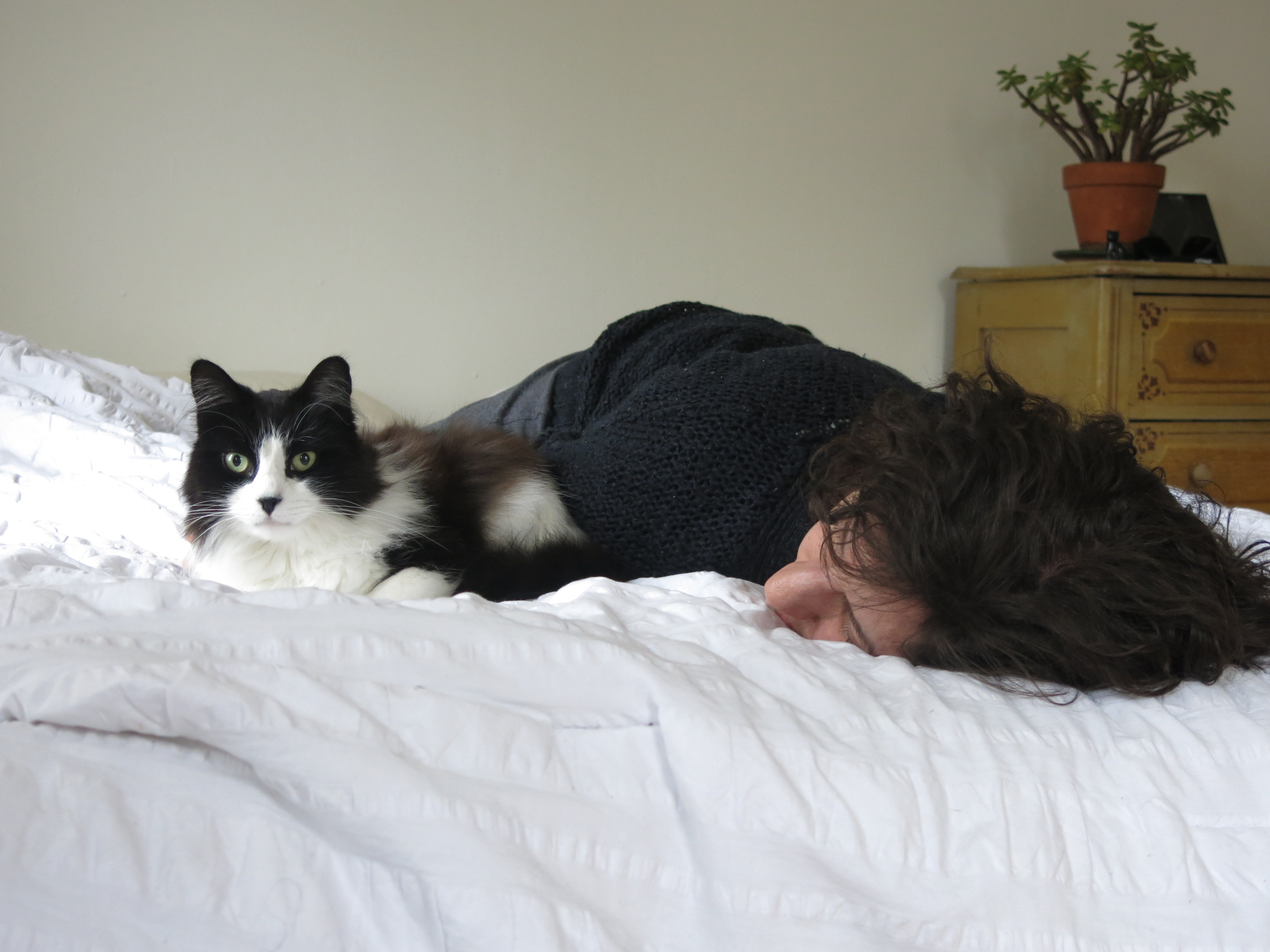
그의 고양이와 침대에서 함께 누워 있는 한 남자

고양이는 전 세계 모든 대륙에서 흔한 애완동물이며, 그들의 세계 개체수는 2억에서 6억 사이로 추정되며, 확인하기가 어렵다.
1998년에 유럽에는 약 7천 6백만 마리의 고양이가 있었고, 일본에는 7백만 마리의 고양이가 있었고, 호주에는 3백만 마리의 고양이가 있었다. 2007년 보고에 따르면, 미국에는 약 3,700만 가구가 고양이를 기르고 있으며, 가구당 평균 2.2마리의 고양이가 총 8,200만 마리의 애완묘가 있다. 고양이는 1985년 미국에서 처음으로 애완묘 수에서 개를 능가했는데, 부분적으로는 20세기 중반의 고양이 화장실의 개발로 고양이 오줌의 불쾌할 정도로 강력한 냄새가 사라졌기 때문이다.

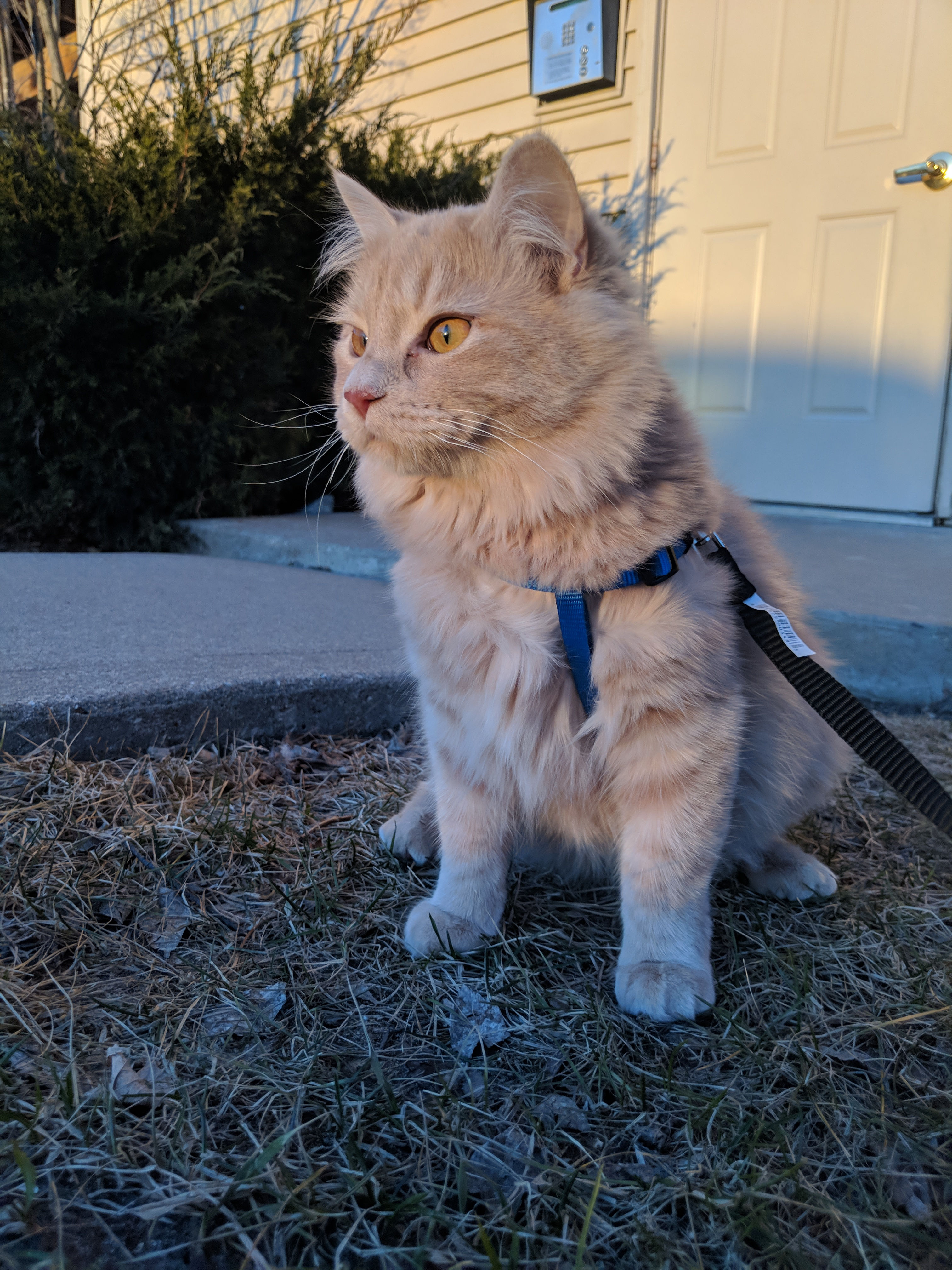
산책을 즐기는 고양이

비록 고양이의 소유는 일반적으로 여성과 관련이 있지만, 2007년 갤럽의 한 여론조사는 미국의 남성과 여성이 똑같이 고양이를 소유할 가능성이 높다고 보고했다. 혈통/순수종 고양이의 비율과 무작위 사육 고양이의 비율은 나라마다 다르다. 그러나 일반적으로 순종은 전체의 10% 미만이다.
2021년 기준 미국에서, 고양이의 주인들은 전형적으로 고양이를 항상 실내에서 기른다. 영국에서 대부분의 고양이들은 가끔 밖에 나가는데, 26%는 항상 실내에 있다.

## 털
미국 휴먼 소사이어티(Humane Society)에 따르면 애완동물로 길러질 뿐만 아니라 고양이는 국제적인 털 거래에서도 사용된다. 고양이 털은 코트, 장갑, 모자, 신발, 담요, 인형 등에 사용된다. 고양이 털 코트를 만들기 위해서는 약 24마리의 고양이가 필요하다. 이 사용은 현재 미국, 호주, 유럽연합 국가들을 포함한 몇몇 국가에서 금지되었다. 하지만, 불법에도 불구하고, 일부 고양이 털은 류머티즘에 좋다고 믿어지는 민간 요법으로 스위스에서 여전히 담요로 만들어지고 있다.

## 품종
현재 고양이 품종의 목록은 상당히 많은데, 고양이 애호가 협회는 41종의 품종을 인정하고 있는데, 그 중 16종은 인간이 혈통 고양이를 번식하기 전에 출현했을 것으로 추정되는 "자연 품종"이며, 나머지 것들은 20세기 후반에 걸쳐 개발되었다.

## 인간과의 유전적 연관성
고양이의 Y 염색체에 있는 8개의 유전자의 순서는 인간과 매우 유사하다. 고양이와 인간의 X염색체 유전자는 비슷한 방식으로 배열된다.
집고양이는 250개 이상의 자연 발생 유전 질환의 영향을 받는데, 그 중 상당수는 당뇨병, 혈우병, 테이삭스병과 같은 사람에게 발생하는 유전 질환과 유사하다. 예를 들어, 아비시니안의 혈통에는 망막염 색소증을 일으키는 유전적 돌연변이가 포함되어 있는데, 이것은 사람에게도 영향을 미친다. 집에서 기르는 고양이는 HIV/AIDS를 포함한 인간 감염증에도 훌륭한 모델이다. 고양이 면역 결핍 바이러스(FIV)는 HIV의 유전적 친척이다.

## 같이 보기
- 고양이 교상
- 고양이 카페
- 캣맘
- 고양이 마사지
- 고양이고기
- 캣쇼
- 분류:나라별 고양이
- 고대 이집트의 고양이
- 헛간 고양이
- 야생화된 고양이
- 도서관 고양이
- 롤캣
- 함재묘
- 인수공통감염병